# Muhammad Ali
Muhammad Ali, rođen kao Cassius Marcellus Clay, Jr.,  (Louisville, Kentucky, 17. siječnja 1942. – Scottsdale, Arizona, 3. lipnja 2016.), bio je američki boksač, prema mnogim ocjenama najveći boksač teške kategorije u povijesti te jedan od najvećih sportaša 20. stoljeća.

## Početak karijere
Ali je od samih početaka karijere pokazivao izniman talent za boks. Već od ranih dana prakticirao je netipičan način borbe, sa spuštenim gardom i brzim kretanjem po ringu. Ta je taktika često opisivana kao 'letim kao leptir, a bodem kao osa'. U amaterskom boksu karijeru je završio osvajanjem zlatne medalje na Olimpijskim igrama u Rimu 1960 u poluteškoj kategoriji. Prvu borbu za naslov prvaka u profesionalnom boksu imao je već 1964. kada je u kontroverznom meču pobijedio Sonnyja Listona, koji je u sedmoj rundi odbio izaći u ring tvrdeći da ima ozljedu ramena. I uzvratni meč bio je prepun kontroverzi, jer je Liston pao nakon udarca u prvoj rundi za kojeg mnogi danas tvrde da nije bio tako opasan, te da je Liston namjerno pao. Te optužbe nikad nisu bile dokazane. Godine 1962. porazio je legendarnog Archieja Moorea.

## Promjena imena i Vijetnamski rat
Neposredno nakon osvajanja titule, Ali je skrenuo pažnju na sebe i javnim prelaskom na islam, te pod utjecajem grupe Nacija Islama uzima ime Cassius X, po ugledu na drugog poznatog člana te skupine Malcolma X-a. Skupina je bila simbol borbe crnačkog stanovništva SAD-a protiv ropstva i ugnjetavanja. Vođa skupine uskoro daje Cassiusu njegovo novo ime - Muhammad Ali.
U to vrijeme Ali ulazi i u sukobe s vladom SAD-a, odbijajući regrutaciju za vrijeme Vijetnamskog rata za što je bio osuđen. Istovremeno mu i boksačke federacije brane nastupe i oduzimaju osvojenu titulu koju je do tada uspješno branio više puta. Prekid službene karijere trajao je oko 3 godine. Danas mnogi žale zbog tog prekida u karijeri, jer je ostalo pitanje kakav bi još napredak ostvario Ali u boksačkom smislu da nije bilo tog prisilnog odmora.

## Nastavak karijere
Godine 1970. Ali je konačno ponovno dobio licenciju za nastupe, a 1971. ukinuta je presuda na Vrhovnom sudu kojom je bio osuđen zbog odbijanja vojne službe. Nije se dugo čekalo do ponovnog napada na naslov, i to u borbi protiv Joea Fraziera, često opisivanoj kao 'borba stoljeća'. Ali je tu doživio jedan od rijetkih poraza, ali Frazieru je odužio u borbi 1974. godine. Ta mu je borba donijela mogućnost novog napada na naslov protiv Georgea Foremana koja se održala 1974. godine u Zairu, a postala je poznata kao 'The Rumble in the Jungle' (grmljavina u džungli). Ali je pobijedio te osvojio naslov po drugi put, a kasnije je uspješno branio protiv Fraziera i drugih boksača, ponekad dominantno, ali ponekad i uz pomoć jakog ugleda među sucima. Treći put naslov je Ali osvojio protiv Leona Spinksa 1979. godine, od boksača od kojeg ju je i izgubio godinu dana ranije, te se nakon toga povukao neporažen. Pokušao je Ali ostvariti i četvrti povratak, ali je taj pokušaj završio neslavnim porazom od Larryja Holmesa.

## Godine nakon boksa
Kroz sve svoje godine boksačke karijere Ali se osim neporecivim iznimnim boksačkim talentom isticao i brojnim kontroverznim izjava i ponašanjem. Prelaz na islam, vješto korištenje medijske pozornosti, poseban način verbalnog i neverbalnog provociranja protivnika prije, za vrijeme i nakon borbe čine Alija svakako najprepoznatljivijom ikonom boksa. Smatra se da je Ali prva i najveća medijska sportska zvijezda 20. stoljeća. 
Što se samog boksa tiče, iako je njegova vještina i snaga bila neupitna, poneku mrlju na karijeru bacile su sumnjive borbe s Listonom, te nekoliko sumnjivih sudačkih odluka u režiji moćnog promotora Dona Kinga. Ipak, ne mali broj stručnjaka će se složiti da je Ali možda i najbolji boksač svih vremena, što je on sam za sebe često neskromno isticao u svakoj prilici.
Nažalost, Ali je vrlo brzo nakon prestanka karijere obolio od Parkinsonove bolesti, koja je zadnjih godina uvelike oštetila njegov živčani sustav. Nije poznato koliko je dugogodišnje bavljenje boksom i veliki broj primljenih udaraca pomoglo razvoju bolesti.
Usprkos svemu, Ali kao športaš i osoba i danas uživa veliki ugled u športskim i društvenim krugovima SAD-a.

## Statistika nastupa
Ali je u karijeri imao ukupno 61 profesionalnu borbu. Od toga je pobijedio u 56 nastupa, uz 37 pobjeda nokautom. Nije imao niti jednu neriješenu borbu, te je zabilježio 5 poraza.

## Zanimljivosti
Alijeva borba s relativno anonimnim boksačem Chuckom Wepnerom, u kojoj je pobijedio u 15-toj rundi tehničkim nokautom, nadahnula je Sylvestera Stallonea prilikom pisanja scenarija za film "Rocky", koji je kasnije bio nagrađen nagradom Oscar. Ironija je da je upravo Alijev protivnik, a ne sam Ali bio nadahnuće kao tema za glavnog junaka filma, Rocky Balbou, koji kao nepoznati boksač dobiva priliku boksati s prvakom i pri tome izdržava svih 15 rundi usprkos svim očekivanjima o lakoj pobjedi favoriziranog prvaka.

## Najveći športaš svih vremena
Muhammad Ali izabran je za najboljeg športaša svih vremena u izboru koji je proveden među novinarima njemačkog Bilda (53 športska novinara u rasponu od 25. do 71. godine) i najvećeg sportaša 20. stoljeća prema ispitivanju javnog mijenja u Italiji.